# Copán (Mayastad)

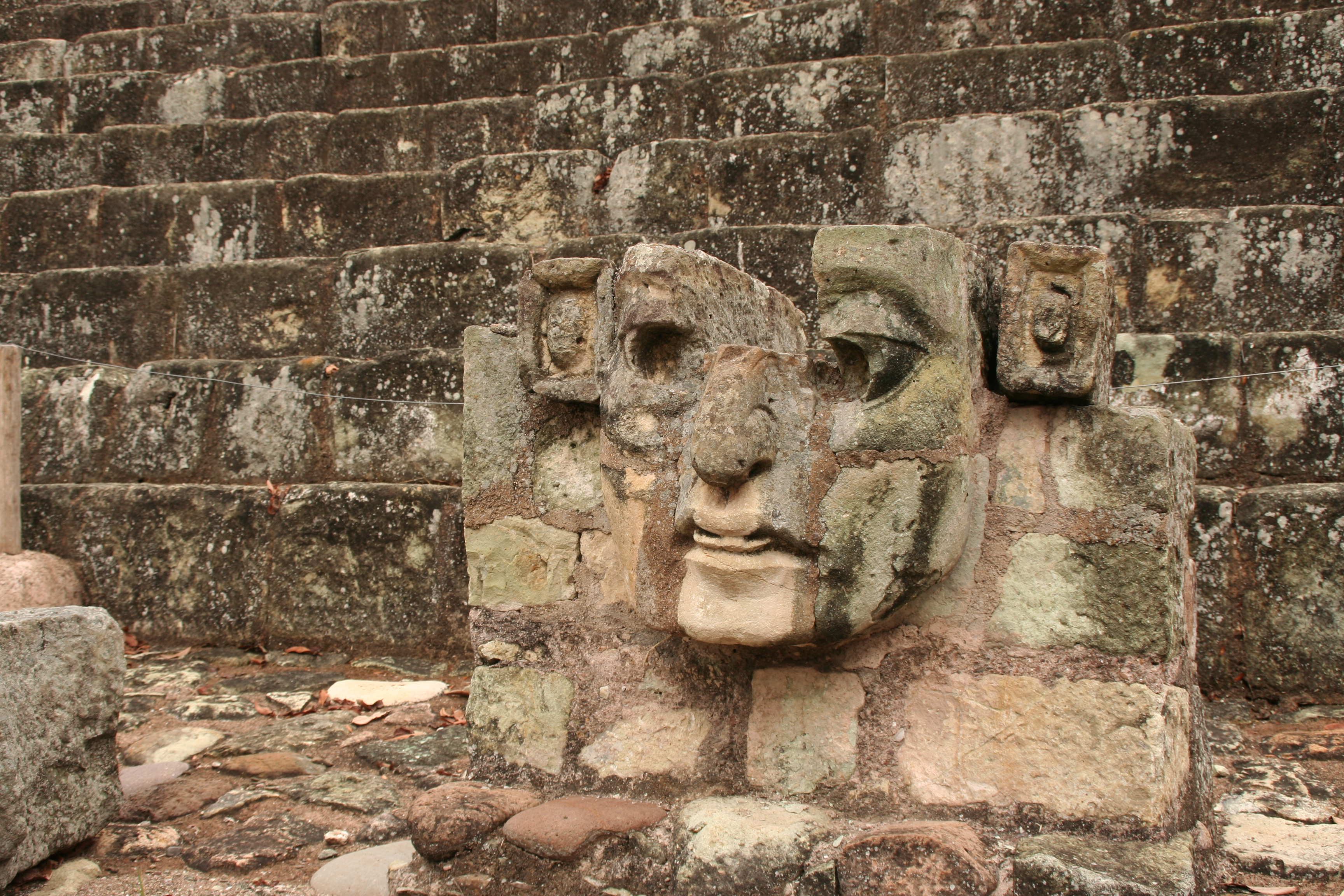
Fragment van een ruïne in Copán

Copán was in de klassieke periode een stad binnen de Mayabeschaving in Meso-Amerika. De overblijfselen van deze stad liggen in het uiterste westen van Honduras, in het departement Copán, vlak bij de grens met Guatemala.
In het gebied dat nu bestaat uit Zuid-Mexico, Guatemala, Belize en het westen van Honduras, woonden de Maya's. Zij bouwden hier 50 à 70 steden, waar nu nog de overblijfselen van te vinden zijn. Copán in Honduras besloeg 24 vierkante kilometer en had 20.000 inwoners. Daarmee was het zeker niet de grootste Mayastad. Er is echter veel van bewaard gebleven, waardoor het nu wel een van de belangrijkste archeologische sites is.

## Precolumbiaans Copán
De vallei van de Copán-rivier werd voor het eerst met stenen bebouwd in de 9e eeuw v.Chr.
In 159 werd er voor het eerst een koninkrijk gevestigd in het gebied. Dit werd in de 5e eeuw een van de belangrijkste Mayasteden. Sinds die eeuw tot aan de 9e eeuw werd het koninkrijk bestuurd door eenzelfde koninkrijk genaamd Xukpi, wat zoveel betekent als “Maisbundel”.
Copán, destijds Oxwitik genoemd, was een van de machtigste Mayasteden. Doordat het bestuur lange tijd in handen van eenzelfde dynastie lag, kwam de stad tot grote economische bloei. Oxwitik werd gesticht in een heuvelachtig gebied dat vruchtbaar was door de aanwezigheid van een zijrivier van de Motagua: de Copán. Anders dan de meeste andere grote Mayasteden kampte Oxwitik met een gebrek aan kalksteen die voor de bouw kon worden gebruikt. Men maakte daarom gebruik van klei, en de weinige kalk die beschikbaar was werd gebruikt om een beschermende pleisterlaag aan te brengen op vloeren en exterieur.
Vanaf het jaar 1000 begon het inwonersaantal sterk terug te lopen. De oorzaak daarvan is niet bekend. Een theorie die steeds algemener aanvaard wordt is dat extreme droogte de oorzaak was van het verval van de Maya, en dus ook van Copán. Copán was gelegen in een gebied waar geen grote rivieren stroomden, de rivier de Copán was afhankelijk van de regenval. Uit onderzoek van grondmonsters blijkt dat rond het jaar 900 een zeer droge periode plaatsvond. Het zou zo kunnen zijn dat de rivier daardoor droogviel en dat de waterreservoirs in Copán niet meer gevuld konden worden. Toen in de 16e eeuw de Spanjaarden voet aan land zetten was de vallei door nog maar een handjevol boeren bewoond.

## Modern Copán
Toen de Spanjaarden Honduras veroverden was de stad Oxwitik al lang door oprukkend regenwoud begroeid. Hoewel de plek lokaal wel bekend was, was het in de buitenwereld onbekend dat de stad bestond. Pas in de 19e eeuw werd de stad herontdekt. In 1834 schreef Juan Galindo een beschrijving van de ruïnes, die een jaar later gepubliceerd werd. Dit trok de aandacht van de Amerikaanse ontdekkingsreiziger John Lloyd Stephens en de Britse architect Frederick Catherwood. Zij beschreven een groot deel van de site, waarna Copán onderwerp werd van een van de eerste moderne archeologische onderzoeken in het rijk van de Maya. Dit onderzoek werd uitgevoerd door de Harvard Universiteit tussen 1891 en 1894. Verdere onderzoeken en restauraties werden in 1930 door het Carnegie Instituut uitgevoerd, en sinds de jaren zeventig van de 20e eeuw voert de overheid van Honduras onderzoekingen uit.

## De site

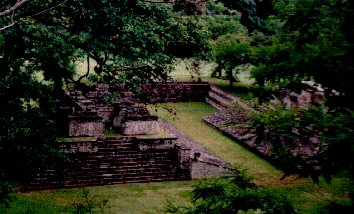
Balspeelveld

- Een uniek bouwwerk is een hiërogliefentrap, gebouwd langs een 30 meter hoge piramide. Deze trap is bekleed met de langste tekst van het oud-Amerikaanse continent: meer dan 2000 hiërogliefen zijn in de 72 treden van de trap gekerfd. Hier is de geschiedenis van de Copán-dynastie te lezen. Door deze hiërogliefen kon een groot deel van de geschiedenis van Copán bestudeerd worden. Ook zijn er sculpturen aangebracht die de verschillende vorsten uit de dynastie verbeelden. De restauratie van deze trap heeft bijna een eeuw geduurd.
- Een opmerkelijk bouwwerk is het balspeelveld. Het veld is smal met schuine wanden. Aan de zijkanten staan zes papegaaienkoppen, in plaats van de ringen die bij andere balspeelvelden in Mayasteden werden aangetroffen.

## Copán Ruinas
Twee kilometer voorbij de Mayastad ligt een Hondurees stadje van veel latere datum, Copán Ruinas genaamd. Het dorpje heeft ongeveer 6000 inwoners en leeft hoofdzakelijk van het toerisme.